# Nosratabad
Nosratābād (farsi نصرت‌آباد) è una città dello shahrestān di Zahedan, circoscrizione di Nosratabad, nella provincia del Sistan e Baluchistan in Iran. Aveva, nel 2006, una popolazione di 4.182 abitanti. Si trova nella parte nord della provincia, ad ovest di Zahedan al limitare del deserto di Lut.